# روبرت ويليام بورتر
روبرت ويليام بورتر (بالإنجليزية: Robert William Porter)‏ هو قاضي ومحامي أمريكي، ولد في 13 أغسطس 1926 في مونماوث في الولايات المتحدة، وتوفي في 6 نوفمبر 1991 في دالاس في الولايات المتحدة.